# UTC+06:00
UTC+6 est un fuseau horaire, en avance de 6 heures sur UTC.

## Zones concernées

### Toute l'année
UTC+6 est utilisé toute l'année dans les pays et territoires suivants :
- Bangladesh ;
- Bhoutan ;
- Kazakhstan (centre et est) ;
- Kirghizistan ;
- Maldives (certains hôtels)[Note 1] ;
- Royaume-Uni :  Territoire britannique de l'océan Indien ;
- Russie (zone 5) :  Oblast d'Omsk.

### Heure d'hiver (hémisphère nord)
Aucune zone n'utilise UTC+6 pendant l'heure d'hiver (dans l'hémisphère nord) et UTC+7 à l'heure d'été.

### Heure d'hiver (hémisphère sud)
Aucune zone n'utilise UTC+6 pendant l'heure d'hiver (dans l'hémisphère sud) et UTC+7 à l'heure d'été.

### Heure d'été (hémisphère nord)
Aucune zone n'utilise UTC+6 pendant l'heure d'été (dans l'hémisphère nord) et UTC+5 à l'heure d'hiver. 

### Heure d'été (hémisphère sud)
Aucune zone n'utilise UTC+6 pendant l'heure d'été (dans l'hémisphère sud) et UTC+5 à l'heure d'hiver.

## Géographie
À l'origine, UTC+6 concerne une zone du globe comprise entre 82,5° et 97,5° et l'heure initialement utilisée correspondait à l'heure solaire moyenne du 90e méridien est (référence supplantée par UTC en 1972). Pour des raisons pratiques, les pays utilisant ce fuseau horaire couvrent une zone plus étendue.
En Russie, UTC+6 porte le nom de Екатеринбургское время, (Yekaterinburg Time, ou heure de Iekaterinbourg, abrégé en YEKST).

## Historique
- Le Kirghizistan a aboli l'heure d'été le 12 août 2005 et est alors passé d'UTC+5 à UTC+6 ;
- Le Pakistan a aboli l'heure d'été en 2010 et reste depuis à UTC+5 toute l'année.